# Vermächtnis (Schewtschenko)
Das Gedicht Vermächtnis (vollständiger Name „Wenn ich sterbe, so bestattet ...“ („Vermächtnis“); ukrainisch „Як умру, то поховайте …“ („Заповіт“) „Jak umru, to pochowajte …“ (Sapowit)), stammt von dem ukrainischen Lyriker und Maler Taras Schewtschenko.

Denkmal zu Ehren Schewtschenkos Gedicht Vermächtnis in Perejaslaw

## Entstehung, Inhalt und Bedeutung
Das Gedicht wurde am 25. Dezember 1845greg. in Perejaslaw als Aufruf zum Befreiungskampf des ukrainischen Volkes gegen das Russische Reich in ukrainischer Sprache geschrieben.
Es erschien als letztes Gedicht in Schewtschenkos 1845 publizierter Gedichtsammlung Три літа Try lita (deutsch Drei Sommer).
Schewtschenko malt mittels Volkssymbolik in elegisch-epischem Ton in den ersten Strophen des Gedichts ein poetisches Bild der von ihm geliebten Ukraine und wechselt in den folgenden Zeilen aufgeregt in eine fragmentarische Rede über die Feinde seines Vaterlandes.
Der Chef der russischen Geheimpolizei Alexei F. Orlow erkannte die Macht dieses Gedichtes, nachdem er die Manuskriptsammlung Try lita überprüfte, die die Hauptgrundlage für die Anklage gegen Schewtschenko darstellte. Er strich den Text des Gedichtes durch und stufte dieses Werk als mit empörendem Inhalt und im höchsten Grad kühn ein.
Nach dem Tod Schewtschenkos am 26. Februarjul. / 10. März 1861greg. in Sankt Petersburg wurde dieser dort zunächst auf dem Smolensker Friedhof beigesetzt. Aufgrund seines Wunsches zu Beginn des Gedichtes Sapowit:

„Wenn ich sterbe, so bestattet

Mich auf eines Kurhans Zinne

Mitten in der breiten Steppe

Der geliebten Ukraine, –

Daß ich grenzenlose Felder

Und den Dnjepr und seine Schnellen

Sehen kann, und hören möge

Das Gebraus der großen Wellen.“

wurde er umgebettet und am 10. Maijul. / 22. Mai 1861greg. am Ufer des Dnepr bei Kaniw bestattet. Ihm zu Ehren wurde dort, am Hang des (nach ihm benannten) Taras-Berges, eine Gedenkstätte errichtet.

## Übersetzungen
Das in mehr als 60 Sprachen übersetzte Gedicht wurde 1862 von Antoni J. Gorzałczyński (Антоні Ґожалчинський) ins Polnische übersetzt. 1868 übersetzte es A. Nikolić ins Serbokroatische und 1869 Nikolai Gerbel (Николай Васильевич Гербель; 1827–1883) in die russische Sprache. Die bekannteste deutsche Übersetzung wurde 1882 von dem ukrainischen Schriftsteller und Übersetzer Iwan Franko erstellt.

## Vertonungen
Das Gedicht wurde von zahlreichen Komponisten vertont. Erstmals 1868 musikalisch bearbeitet wurde es für Männerchor, Solo-Tenor und Klavier von Mykola Lyssenko und im selben Jahr für Chor, Solist und Sinfonieorchester von Mychajlo Werbyzkyj.
Das Gedicht besitzt in der in den 1870er Jahren von H. Hladkym (Г. Гладким) in Form einer Intonationsmelodie ukrainischer Volkslieder geschriebenen und später von Hryhorij Markewytsch in Poltawa publizierten Vertonung in der Ukraine einen Status gleich hinter der ukrainischen Nationalhymne und etablierte Schewtschenko fest als Nationaldichter der Ukraine. Chorarrangements dieser Vertonung wurden unter anderem von Alexander Alexandrow, Kyrylo Stezenko, Jakow Stepowoj (Яков Степанович Степовой; 1883–1921) und Porfyrij Demuzkyj (Порфирій Данилович Демуцький; 1860–1927) aufgeführt.
Zudem wurden zum Gedicht Kantaten von Wassyl Barwinskyj (1917), Stanislaw Ljudkewytsch (1934), Borys Ljatoschynskyj (1939) und Lewko Rewuzkyj (1939) sowie ein symphonisches Gedicht von Reinhold Glière (1939) geschrieben.
Ein Refrain zum Text des Gedichtes findet sich auch im 4. Akt von Sergei Prokofjews Oper Semjon Kotko.